# Gran Premio de las Américas de Motociclismo de 2019
El Gran Premio de las Américas de 2019 (oficialmente Red Bull Grand Prix of the Americas) fue la tercera prueba del Campeonato del Mundo de Motociclismo de 2019. Tuvo lugar el fin de semana del 12 al 14 de abril de 2019 en el Circuito de las Américas, situado en la ciudad de Austin, Texas (Estados Unidos).
La carrera de MotoGP fue ganada por Álex Rins, seguido de Valentino Rossi y Jack Miller. Thomas Lüthi fue el ganador de la prueba de Moto2, por delante de Marcel Schrötter y Jorge Navarro. La carrera de Moto3 fue ganada por Arón Canet, Jaume Masiá fue segundo y Andrea Migno tercero.

## Resultados

### Resultados MotoGP
| Pos.    | N.º | Piloto            | Constructor | Vueltas | Tiempo    | Parrilla | Puntos |
| ------- | --- | ----------------- | ----------- | ------- | --------- | -------- | ------ |
| 1       | 42  | Álex Rins         | Suzuki      | 20      | 41:45.499 | 7        | 25     |
| 2       | 46  | Valentino Rossi   | Yamaha      | 20      | +0.462    | 2        | 20     |
| 3       | 43  | Jack Miller       | Ducati      | 20      | +8.454    | 4        | 16     |
| 4       | 4   | Andrea Dovizioso  | Ducati      | 20      | +9.420    | 13       | 13     |
| 5       | 21  | Franco Morbidelli | Yamaha      | 20      | +18.021   | 10       | 11     |
| 6       | 9   | Danilo Petrucci   | Ducati      | 20      | +21.476   | 8        | 10     |
| 7       | 20  | Fabio Quartararo  | Yamaha      | 20      | +26.111   | 9        | 9      |
| 8       | 44  | Pol Espargaró     | KTM         | 20      | +29.743   | 5        | 8      |
| 9       | 63  | Francesco Bagnaia | Ducati      | 20      | +30.608   | 12       | 7      |
| 10      | 30  | Takaaki Nakagami  | Honda       | 20      | +31.011   | 15       | 6      |
| 11      | 12  | Maverick Viñales  | Yamaha      | 20      | +34.077   | 6        | 5      |
| 12      | 29  | Andrea Iannone    | Aprilia     | 20      | +34.779   | 17       | 4      |
| 13      | 5   | Johann Zarco      | KTM         | 20      | +42.458   | 19       | 3      |
| 14      | 88  | Miguel Oliveira   | KTM         | 20      | +44.272   | 18       | 2      |
| 15      | 53  | Tito Rabat        | Ducati      | 20      | +44.623   | 22       | 1      |
| 16      | 17  | Karel Abraham     | Ducati      | 20      | +44.740   | 20       |        |
| 17      | 36  | Joan Mir          | Suzuki      | 20      | +48.063   | 14       |        |
| 18      | 55  | Hafizh Syahrin    | KTM         | 20      | +1:07.683 | 21       |        |
| Ret     | 99  | Jorge Lorenzo     | Honda       | 10      | Retirado  | 11       |        |
| Ret     | 93  | Marc Márquez      | Honda       | 8       | Caída     | 1        |        |
| Ret     | 35  | Cal Crutchlow     | Honda       | 5       | Caída     | 3        |        |
| Ret     | 41  | Aleix Espargaró   | Aprilia     | 5       | Retirado  | 16       |        |
| Fuente: |     |                   |             |         |           |          |        |

### Resultados Moto2
| Pos.    | N.º | Piloto                | Constructor | Vueltas | Tiempo       | Parrilla | Puntos |
| ------- | --- | --------------------- | ----------- | ------- | ------------ | -------- | ------ |
| 1       | 12  | Thomas Lüthi          | Kalex       | 18      | 39:11.508    | 4        | 25     |
| 2       | 23  | Marcel Schrötter      | Kalex       | 18      | +2.532       | 1        | 20     |
| 3       | 9   | Jorge Navarro         | Speed Up    | 18      | +3.836       | 6        | 16     |
| 4       | 54  | Mattia Pasini         | Kalex       | 18      | +4.757       | 7        | 13     |
| 5       | 73  | Álex Márquez          | Kalex       | 18      | +7.741       | 2        | 11     |
| 6       | 10  | Luca Marini           | Kalex       | 18      | +8.031       | 10       | 10     |
| 7       | 22  | Sam Lowes             | Kalex       | 18      | +8.282       | 3        | 9      |
| 8       | 24  | Simone Corsi          | Kalex       | 18      | +8.953       | 9        | 8      |
| 9       | 33  | Enea Bastianini       | Kalex       | 18      | +10.706      | 17       | 7      |
| 10      | 5   | Andrea Locatelli      | Kalex       | 18      | +16.868      | 11       | 6      |
| 11      | 87  | Remy Gardner          | Kalex       | 18      | +25.633      | 18       | 5      |
| 12      | 45  | Tetsuta Nagashima     | Kalex       | 18      | +25.948      | 14       | 4      |
| 13      | 64  | Bo Bendsneyder        | NTS         | 18      | +26.997      | 16       | 3      |
| 14      | 77  | Dominique Aegerter    | MV Agusta   | 18      | +27.462      | 29       | 2      |
| 15      | 88  | Jorge Martín          | KTM         | 18      | +27.482      | 8        | 1      |
| 16      | 2   | Jesko Raffin          | NTS         | 18      | +39.435      | 21       |        |
| 17      | 89  | Khairul Idham Pawi    | Kalex       | 18      | +49.582      | 23       |        |
| 18      | 65  | Philipp Öttl          | KTM         | 18      | +51.247      | 25       |        |
| 19      | 3   | Lukas Tulovic         | KTM         | 18      | +51.380      | 26       |        |
| 20      | 35  | Somkiat Chantra       | Kalex       | 18      | +53.778      | 24       |        |
| 21      | 6   | Gabriele Ruiu         | MV Agusta   | 18      | +1:19.156    | 27       |        |
| 22      | 20  | Dimas Ekky Pratama    | Kalex       | 18      | +1:19.286    | 30       |        |
| Ret     | 27  | Iker Lecuona          | KTM         | 13      | Caída        | 19       |        |
| Ret     | 72  | Marco Bezzecchi       | KTM         | 12      | Retirado     | 12       |        |
| Ret     | 18  | Xavier Cardelús       | KTM         | 6       | Retirado     | 28       |        |
| Ret     | 41  | Brad Binder           | KTM         | 2       | Retirado     | 5        |        |
| Ret     | 21  | Fabio Di Giannantonio | Speed Up    | 0       | Caída        | 13       |        |
| Ret     | 7   | Lorenzo Baldassarri   | Kalex       | 0       | Caída        | 15       |        |
| Ret     | 97  | Xavi Vierge           | Kalex       | 0       | Caída        | 20       |        |
| Ret     | 16  | Joe Roberts           | KTM         | 0       | Caída        | 22       |        |
| DNS     | 95  | Jake Dixon            | KTM         |         | No participó |          |        |
| Fuente: |     |                       |             |         |              |          |        |

### Resultados Moto3
| Pos.    | N.º | Piloto              | Constructor | Vueltas | Tiempo    | Parrilla | Puntos |
| ------- | --- | ------------------- | ----------- | ------- | --------- | -------- | ------ |
| 1       | 44  | Arón Canet          | KTM         | 17      | 39:06.761 | 6        | 25     |
| 2       | 5   | Jaume Masiá         | KTM         | 17      | +0.909    | 4        | 20     |
| 3       | 16  | Andrea Migno        | KTM         | 17      | +1.077    | 13       | 16     |
| 4       | 19  | Gabriel Rodrigo     | Honda       | 17      | +1.104    | 3        | 13     |
| 5       | 23  | Niccolò Antonelli   | Honda       | 17      | +1.187    | 1        | 11     |
| 6       | 14  | Tony Arbolino       | Honda       | 17      | +1.322    | 18       | 10     |
| 7       | 25  | Raúl Fernández      | KTM         | 17      | +1.418    | 2        | 9      |
| 8       | 21  | Alonso López        | Honda       | 17      | +1.596    | 9        | 8      |
| 9       | 13  | Celestino Vietti    | KTM         | 17      | +1.735    | 21       | 7      |
| 10      | 7   | Dennis Foggia       | KTM         | 17      | +7.876    | 14       | 6      |
| 11      | 79  | Ai Ogura            | Honda       | 17      | +8.020    | 19       | 5      |
| 12      | 42  | Marcos Ramírez      | Honda       | 17      | +8.644    | 10       | 4      |
| 13      | 48  | Lorenzo Dalla Porta | Honda       | 17      | +8.779    | 11       | 3      |
| 14      | 17  | John McPhee         | Honda       | 17      | +8.780    | 8        | 2      |
| 15      | 40  | Darryn Binder       | KTM         | 17      | +9.369    | 5        | 1      |
| 16      | 22  | Kazuki Masaki       | KTM         | 17      | +25.290   | 16       |        |
| 17      | 77  | Vicente Pérez       | KTM         | 17      | +33.964   | 29       |        |
| 18      | 76  | Makar Yurchenko     | KTM         | 17      | +34.165   | 22       |        |
| 19      | 11  | Sergio García       | Honda       | 17      | +34.462   | 25       |        |
| 20      | 12  | Filip Salač         | KTM         | 17      | +34.590   | 28       |        |
| 21      | 54  | Riccardo Rossi      | Honda       | 17      | +50.739   | 26       |        |
| Ret     | 71  | Ayumu Sasaki        | Honda       | 15      | Caída     | 17       |        |
| Ret     | 81  | Aleix Viu           | KTM         | 13      | Retirado  | 27       |        |
| Ret     | 24  | Tatsuki Suzuki      | Honda       | 12      | Caída     | 7        |        |
| Ret     | 69  | Tom Booth-Amos      | KTM         | 10      | Retirado  | 23       |        |
| Ret     | 55  | Romano Fenati       | Honda       | 9       | Caída     | 12       |        |
| Ret     | 84  | Jakub Kornfeil      | KTM         | 9       | Caída     | 15       |        |
| Ret     | 27  | Kaito Toba          | Honda       | 9       | Caída     | 24       |        |
| Ret     | 61  | Can Öncü            | KTM         | 2       | Retirado  | 20       |        |
| Fuente: |     |                     |             |         |           |          |        |